# Branchiomma wyvillei
Branchiomma wyvillei är en ringmaskart som först beskrevs av McIntosh 1885.  Branchiomma wyvillei ingår i släktet Branchiomma och familjen Sabellidae. Inga underarter finns listade i Catalogue of Life.